# Krystyna Hołuj-Radzikowska
Krystyna Hołuj-Radzikowska (Lviv, 5 de febrer de 1931 - 29 de novembre de 2006) va ser una jugadora d'escacs polonesa. Va ser guardonada per la FIDE amb els títols de Mestra Internacional Femenina el 1955 i Gran Mestra Femenina el 1984.

## Resultats destacats en competició
Hołuj-Radzikowska va ser nou vegades campiona femenina de Polònia (els anys 1951, 1952, 1953, 1955, 1956, 1957, 1959, 1966 i 1969).
Hołuj-Radzikowska va empatar entre els llocs 15è i 16è al Torneig de candidates femení de Moscou de l'any 1955, el qual va ser guanyat per Olga Rubtsova. Va empatar als llocs 7è–8è al Torneig Interzonal d'Ohrid de 1971, guanyat per Nana Aleksàndria.
Va jugar representant Polònia cinc vegades a l'Olimpíada d'escacs femenina:
- El 1957, al 1r tauler a la 1a Olimpíada d'escacs femenina a Emmen, Països Baixos (+9−2=0);
- El 1963, al 2n tauler a la 2a Olimpíada d'escacs femenina de Split (+2−4=2);
- El 1966, al 1r tauler a la 3a Olimpíada d'escacs femenina d'Oberhausen (+3−6=2);
- El 1969, al 1r tauler a la 4a Olimpíada d'escacs femenina de Lublin (+3−3=4);
- El 1972, al 1r tauler a la 5a Olimpíada d'escacs femenina a Skopje (+5−1=3).

Hołuj-Radzikowska va guanyar la medalla d'or individual al primer tauler a Emmen, 1957.
Un torneig d'escacs en la seva memòria se celebra anualment des del 2011 a Wrocław, Polònia.